# Groot Haersma State
Groot Haersma State is een voormalige state in het Friese Oudega.
Aulus van Haersma, grietman van Smallingerland, kocht in 1646 een zathe met landerijen in Oudega. De boerderij, eerder in het bezit van het Benedictijner Nonnen-klooster te Smalle Ee, kreeg de naam Haersma State. Deze state stond ten oosten van de hervormde kerk. Rond 1665 liet Van Haersma voor zijn zoon een nieuwe state bouwen aan de Skeane Heawei, die de naam Groot Haersma State kreeg. Groot Haersma bleef in het bezit van deze familie en werd daarmee feitelijk de ambtswoning van de grietmannen van Smallingerland. 
In vrouwelijke lijn verefde de state in de 19e eeuw in de familie Van Vierssen. Grietman Hector Livius Haersma van Vierssen woonde er tot zijn overlijden in 1839. In 1841 werd besloten tot verkoop van de state en het bijbehorende land. De state werd afgebroken, delen ervan werden gebruikt door Martinus Manger Cats voor de bouw van Haersma State in Drachten. Het land werd in acht delen verkocht.